# Chinook (kutyafajta)
A chinook egy amerikai kutyafajta.

## Történet
Kialakulása az 1900-as évekre tehető. Szánhúzó kutyának alakította ki egy Arthur Walden nevű tenyésztő, eszkimó kutya, rövid szőrű bernáthegyi és belga juhászkutya keresztezésével. Egyedszáma napjainkban nem éri el a kétszázat sem. 

## Külleme
Marmagassága 53-66 centiméter, tömege 29,4-41 kilogramm. Ózbarna színű eb. Teste oldalról szemlélve négyszög alakú, ami nagy erőről árulkodik. Vastag, kétrétegű bundája a meleg nyári hónapokban elvékonyodik. 

## Képgaléria

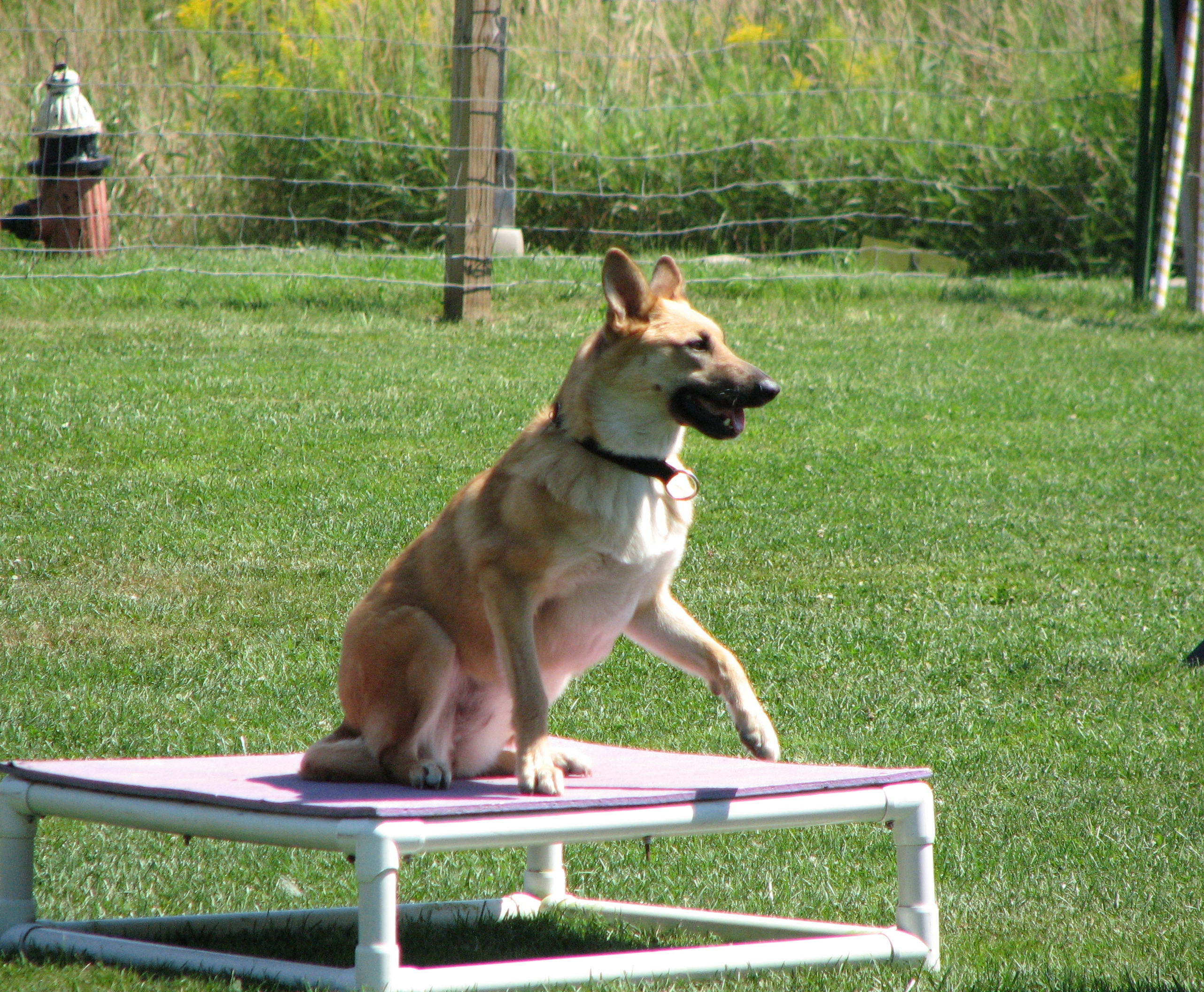
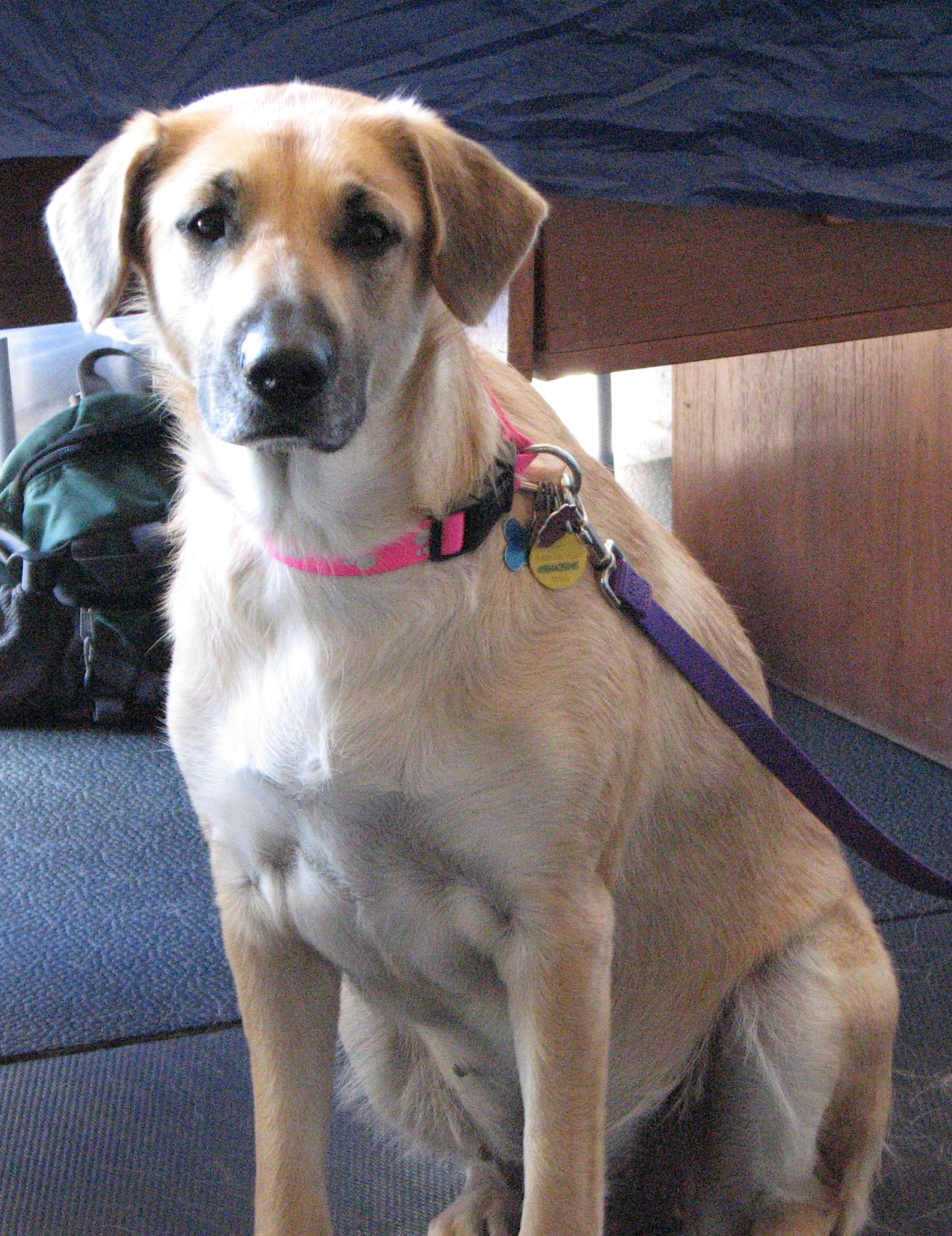
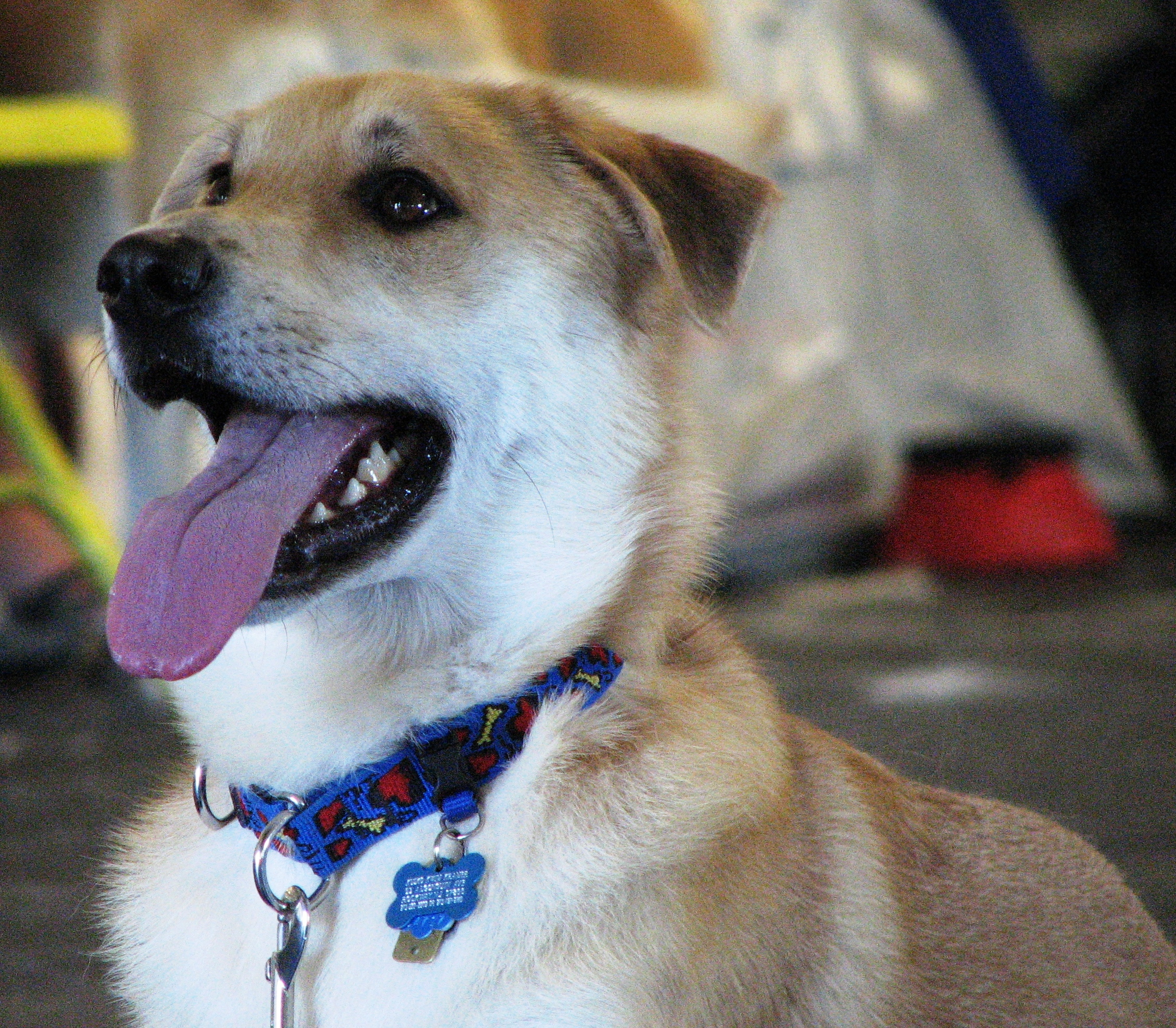
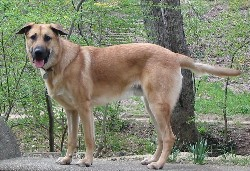

## Jelleme
Természete erős és elszánt.  